# Bård Finne
Bård Finne (Bergen, 13 de febrero de 1995) es un futbolista noruego que juega en la demarcación de delantero para el SK Brann de la Eliteserien.

## Selección nacional
Tras jugar en varias categorías inferiores de la selección, finalmente hizo su debut con la selección de fútbol de Noruega el 20 de junio de 2023 en un partido de clasificación para la Eurocopa 2024 contra Chipre que finalizó con un resultado de 3-1 a favor del combinado noruego tras el gol de Grigoris Kastanos para el combinado chipriota, y de Ola Solbakken y un doblete de Erling Braut Haaland para Noruega.

## Clubes
| Club                | País      | Año       | Partidos | Goles |
| ------------------- | --------- | --------- | -------- | ----- |
| SK Brann            | Noruega   | 2012-2013 | 31       | 15    |
| 1. FC Köln II       | Alemania  | 2014-2015 | 5        | 4     |
| 1. FC Köln          | Alemania  | 2014-2016 | 22       | 2     |
| 1. FC Heidenheim    | Alemania  | 2016-2017 | 24       | 3     |
| Vålerenga Fotball   | Noruega   | 2017-2020 | 115      | 38    |
| SønderjyskE Fodbold | Dinamarca | 2021      | 22       | 1     |
| SK Brann            | Noruega   | 2021-     | 129      | 65    |

## Palmarés

### Títulos nacionales
| Título          | Club     | País    | Año  |
| --------------- | -------- | ------- | ---- |
| Copa de Noruega | SK Brann | Noruega | 2022 |